# Jüdischer Friedhof (Mainz)

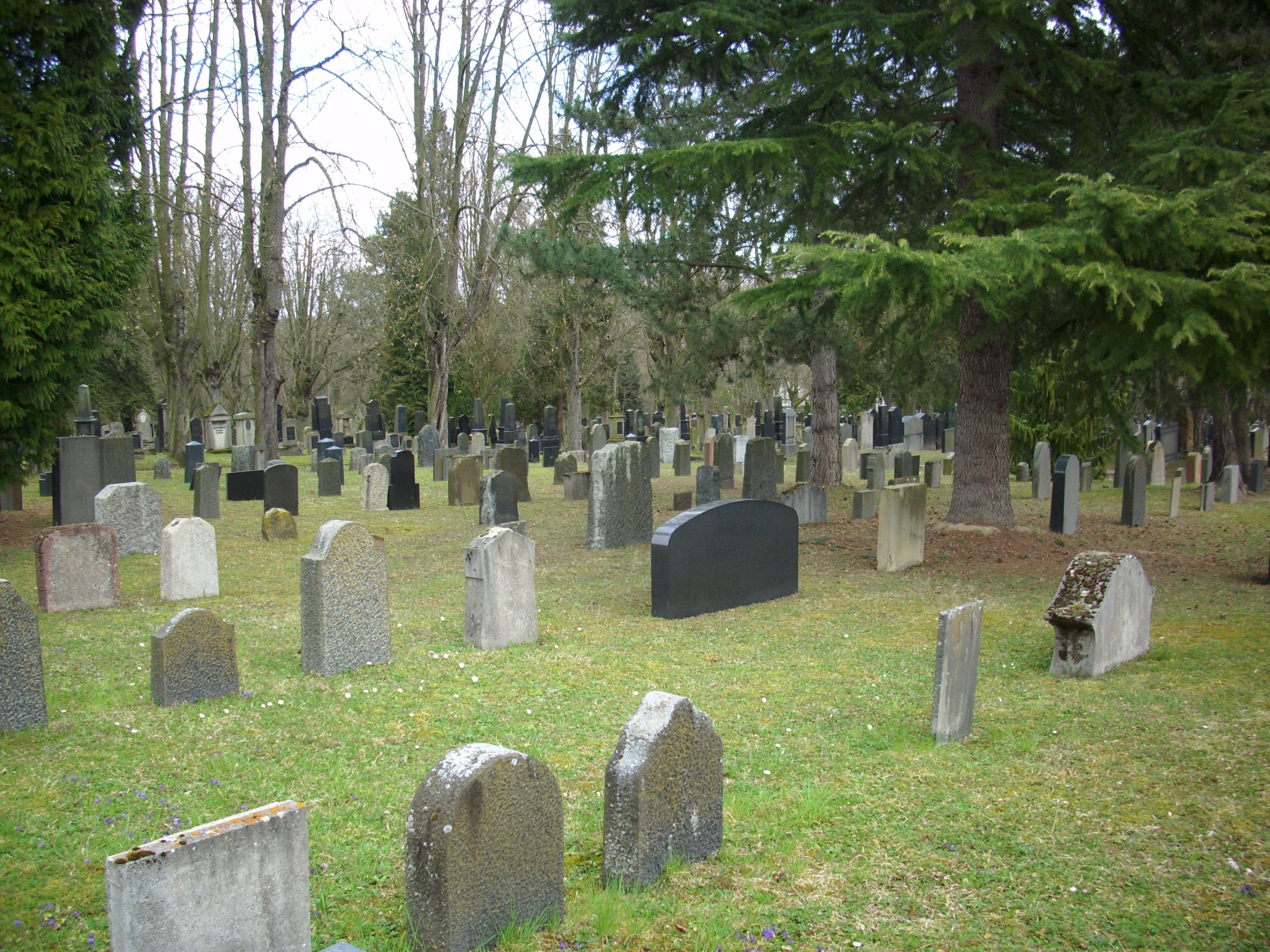
Jüdischer Friedhof Mainz (2015)

Der Jüdische Friedhof Mainz liegt im Ortsbezirk Oberstadt der rheinland-pfälzischen Landeshauptstadt Mainz. Der jüdische Friedhof grenzt südlich an den allgemeinen städtischen Friedhof, den Hauptfriedhof, an der Zahlbacher Straße/Xaveriusweg an. Der 207,21 Ar große jüdische Friedhof und die Trauerhalle sind heute als Kulturdenkmäler ausgewiesen und in der Denkmalzone „Jüdischer Friedhof“ zusammengefasst (siehe Liste der Kulturdenkmäler in Mainz-Oberstadt).

## Geschichte
Der Friedhof wird seit dem 2. Januar 1881 bis heute belegt. Im Jahr 1878 nahm die Israelitische Religionsgemeinde ein entsprechendes Angebot der Stadt an und erwarb das für einen eigenen Friedhof benötigte Gelände, da auf dem bisher genutzten Judensand kein Platz für neue Gräber mehr war. Im Jahr 1948 wurde auf dem Friedhof eine Gedenktafel angebracht mit der Inschrift: "Unseren Opfern zum Gedenken, Den Mördern zur Schande, Den Lebenden zur Mahnung".

## Trauerhalle

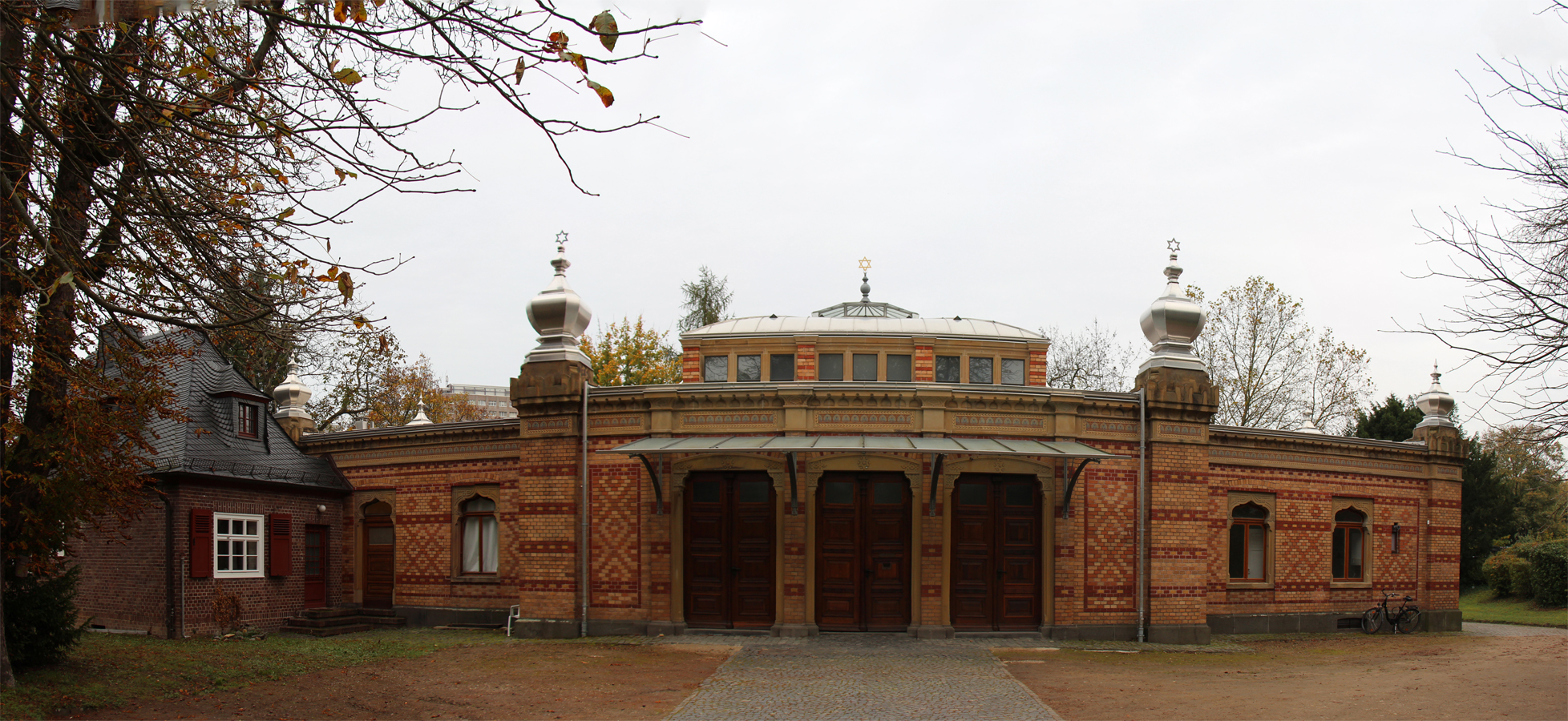
Trauerhalle

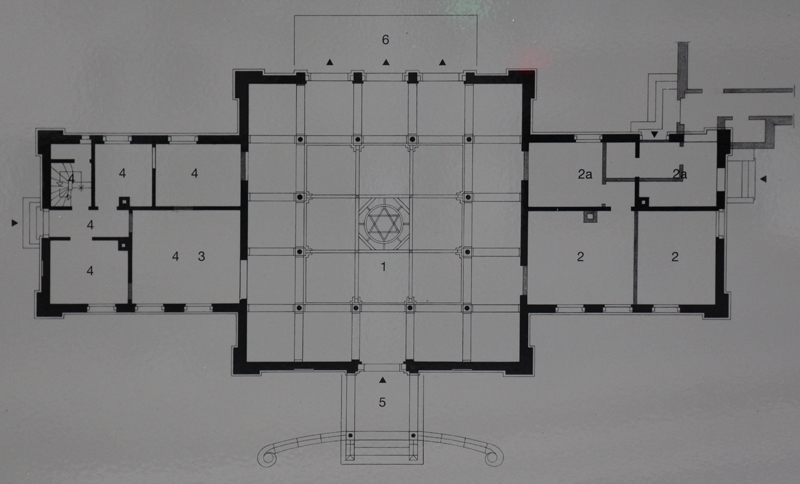
Die Zeichnung zeigt die Grundrisssituation von 1881. Daraus ist zu ersehen, dass sich damals östlich der von 12 Säulen gestützten Zentralhalle der Totenwaschraum befand und westlich davon der Friedhofsaufseher wohnte. Heute befindet sich in diesem Bereich der Totenwaschraum, während der östliche Gebäudeflügel Wohnzwecken dient. Dort errichtete man 1928 einen Anbau. 1. Zentralhalle; 2. Tahararaum (Totenwaschraum) bis 1927, heute Wohnräume; 2a Räume der Chewra Kadischa (Beerdigungsbruderschaft) bis 1927; 3. Tahararaum ab 1928; 4. Wohnung des Friedhofaufsehers bis 1928; 5. Baldachinüberdachte Vorfahrt mit Haupteingang; 6. Drei Ausgänge zum Friedhof unter Glasdach. Schwarz: Gebäude von 1881 Grau: Veränderungen ab 1928

Nach Plänen des Stadtbaumeisters Eduard Kreyßig wurde mit dem Bau eines Leichenhauses mit einem Tahararaum begonnen. Die Übergabe an den Vorsteher der Israelitischen Religionsgemeinde, Moritz Oppenheim, erfolgte am 2. Januar 1881 im Rahmen der Einweihung des neuen Friedhofs.
Kreyßig hatte erst zwei Jahre zuvor die an der Margaretengasse gelegene Synagoge der orthodoxen Juden in, wie es damals hieß, „edelsten Formen der Blütezeit maurischen Stils“ umgestaltet. Außerdem wollten sich die jüdischen Gemeinden des 19. Jahrhunderts im Stil ihrer Kultbauten bewusst von der vorherrschenden Neoromanik und Neugotik der christlichen Kirchen abheben.
Kennzeichnend sind beispielsweise die mit Zwiebelhauben bekrönten Eckpfeiler – Gestaltungselemente, welche schon die 1853 in der damaligen Judengasse eingeweihte Synagoge von Ignaz Opfermann zeigte. Maurische Vorbilder waren maßgebend für den säulengestützten Zackenbogen des Eingangsbaldachins, ebenso für die ungewöhnliche Form der Kielbogenfenster und die Hufeisenbögen im Inneren der dortigen Säulenarkatur. Das Motiv des Hufeisenbogens hatten ihrerseits die Mauren von den Westgoten übernommen.
Bei der Trauerhalle handelt es sich um einen eingeschossigen Backsteinbau in orientalisierenden Formen. Ursprünglich beherbergte der linke Seitentrakt die Aufseherwohnung, im rechten befanden sich Leichenräume. Dort wurde in den 1920er Jahren ein Wohnhaus angebaut. Nach dem Zweiten Weltkrieg diente die Trauerhalle zeitweise als Synagoge.
Als typisches Merkmal der Bauten Kreyßigs stellt die Trauerhalle eine Kombination dar aus ingenieurmäßiger Eisenkonstruktion und handwerklicher Fassadenverblendung. Mit ihrer kunstvollen Gestaltung gehört die Trauerhalle zu den bedeutendsten der siebzehn noch bestehenden Bauten ihrer Art in Rheinland-Pfalz.
Unter der Leitung des Architekten Thomas Stahlheber wurde sie 2004 bis 2010 im Auftrag der jüdischen Gemeinde Mainz mit Unterstützung des Landes Rheinland-Pfalz, der Stadt Mainz und der Deutschen Stiftung Denkmalschutz umfassend restauriert. Dabei wurde innen auch die ursprüngliche Farbfassung wiederhergestellt.
Die Eckbekrönung in Form von Zwiebelhauben entstanden 2010 neu dank der Spenden des Bistums Mainz, des Evangelischen Dekanats Mainz und des Rotary-Clubs Mainz.

## Gräber
Einfache Grabsteine mit Inschrift, klassizistische Grabmäler, zum Beispiel:
- Feld 1: Grabstätte Eheleute Hecht (1881/1888), Postamente mit verhüllten Urnen; Grabstätte Eheleute Oppenheim (1884), Obelisken.
- Feld 2: H. Meyer, Urne unter Baldachin, Umzäunung, 1890.
- Feld 3: B. Wolf, aufgesockelter, rosenumwundener Säulenstumpf, 1894; Grabstätte M. M. Mayer (1917), Ädikula.
- Feld 5: Grabstätte Eheleute Mayer (1903/1916), Ädikulä; Grabstätten Oppenheim (1902/1907), Ädikulä.
- Feld 7: M. Loeb (1924) und B. Simon (1926), Neue Sachlichkeit.

## Besuch
Der Friedhof kann in den Sommermonaten (April bis September) von 8 bis 19 Uhr und in den Wintermonaten (Oktober bis März) von 8 bis 17 Uhr besucht werden. An Samstagen und jüdischen Feiertagen bleibt der Friedhof geschlossen. Des Weiteren nimmt der Friedhof und die Trauerhalle am Tag des Friedhofs teil, welcher auf dem benachbarten Mainzer Hauptfriedhof jährlich am 1. November (Allerheiligen) veranstaltet wird.